# David Collins
David Collins   (Thousand Oaks, 12 d'octubre de 1969) és un remer estatunidenc, ja retirat, guanyador d'una medalla olímpica.
El 1996 va prendre part en els Jocs Olímpics d'Estiu d'Atlanta, on guanyà la medalla de bronze  en la prova del quatre sense timoner lleuger del programa de rem. Formà equip amb Marc Schneider, Jeff Pfaendtner i William Carlucci.
En el seu palmarès també destaca una medalla de bronze en el Campionat del món de rem de 1991 i una medalla d'or en els Jocs Panamericans de 1995, en ambdós casos en el vuit amb timoner lleuger.